# WASP-33
WASP-33 (også kendt som HD 15082) er en stjerne der befinder sig 378 lysår fra Jorden i den samme konstellation som Andromedagalaksen. Stjernen er en dværg cepheide variabel stjerne, og også en planet transit variabel. Det er den første dværg cepheide som har en kendt planet. En varm Jupiter type exoplanet er i kredsløb om stjernen med en periode på 1.22 dage.

## Spektral type
Som mange stjerne af skeptraltype A, er spektret af WASP-33 komplekst. Hydrogen linjerne og den effektive temperatur af stjernen er lig med en stjerne af typen A8, men calcium II K linjen minder om en A5 stjerne, mens metallinierne er mere lig med en F4 stjerne. Spektraltypen bliver derfor skrevet som kA5 hA8 mF4.

## Planet
I 2010 offentliggjorde SuperWASP projektet opdagelsen af en exoplanet i kredsløb omkring stjernen WASP-33, kaldet WASP-33b. Opdagelsen blev gjort ved at detektere planetens transit ind foran stjernen, en begivenhed der finder sted en gang per 1.22 dage. Når planeten krydser stjernens diskplan bevirker det en ændring i den rotationelle signatur i stjernen spektrum, hvilket gør det muligt at bestemme den vinkel vi ser imellem stjernens ækvator og det plan planeten kredser om stjernen i. For WASP-33 er vinklen omkring 250 grader hvilket tyder på at planeten er i retrogradt kredsløb, altså at retningen af stjernens og planetens rotation er modsat hinanden. Grænser fra radial hastighedsmålinger tyder på at planeten har en masse der er 4.1 gange mindre end den som Jupiter har.

### Ikke-Kepleriske bevægelsestræk for WASP-33b
Da stjernen som planeten er i kredsløb omkring har en meget høj rotationshastighed vil planeten WASP-33b bliver påvirket af ikke-Kepleriske effekter som fx det generelt relativistiske gravitomagnetiske felt. Det gravitationelle felt der fremkommer fra stjernen er ikke i overensstemmelse med det der kommer hvis man bruger den sædvanlige Newtonske inverse-kvadrat lov. Konsekvensen er at WASP-33b i sit kredsløb afviger fra den rent elliptiske Kepler bane.